# Danton Cole
Danton Edward Cole (* 10. Januar 1967 in Pontiac, Michigan) ist ein ehemaliger US-amerikanischer Eishockeyspieler und derzeitiger -trainer, der im Verlauf seiner aktiven Karriere zwischen 1985 und 2000 unter anderem 319 Spiele für die Winnipeg Jets, Tampa Bay Lightning, New Jersey Devils, New York Islanders und Chicago Blackhawks in der National Hockey League (NHL) auf der Position des rechten Flügelstürmers bestritten hat. Seinen größten Karriereerfolg feierte Cole, der mit der Nationalmannschaft der Vereinigten Staaten an drei Weltmeisterschaften teilnahm, in Diensten der New Jersey Devils mit dem Gewinn des Stanley Cups im Jahr 1995. Seit 2017 ist er Cheftrainer der Mannschaft der Michigan State University.

## Karriere
Cole begann seine Karriere als Eishockeyspieler bei den Aurora Tigers, für die er in der Saison 1984/85 in der Ontario Junior Hockey League (OJHL) aktiv war. Anschließend wurde er im NHL Entry Draft 1985 in der sechsten Runde als insgesamt 123. Spieler von den Winnipeg Jets ausgewählt. Zunächst besuchte der Flügelspieler jedoch vier Jahre lang die Michigan State University und spielte für deren Eishockeymannschaft in der National Collegiate Athletic Association (NCAA). Mit seiner Universitätsmannschaft gewann er in diesem Zeitraum 1986 zunächst die nationale College-Meisterschaft der NCAA sowie 1987 und 1989 jeweils die Meisterschaft der Central Collegiate Hockey Association (CCHA).
Von 1989 bis 1992 spielte Cole für die Winnipeg Jets in der National Hockey League (NHL), kam in seinem Rookiejahr jedoch fast ausschließlich für die Moncton Hawks aus der American Hockey League (AHL) zum Einsatz. Anschließend stand er nach einem Transfer im Juni 1992 zweieinhalb Jahre lang bei den Tampa Bay Lightning unter Vertrag, ehe er in der Saison 1994/95 kurz vor dem Ende der Trade Deadline zusammen mit Shawn Chambers im Tausch für Alexander Semak und Ben Hankinson an die New Jersey Devils abgegeben wurde. Mit den Devils gewann er in den Stanley-Cup-Playoffs 1995 die prestigeträchtigen gleichnamige Trophäe. Während der folgenden Spielzeit wechselte der US-Amerikaner im Februar 1996 mit Bob Halkidis die Mannschaften und lief so für die Indianapolis Ice und Utah Grizzlies in der International Hockey League (IHL) sowie die New York Islanders und Chicago Blackhawks in der NHL auf.
Die Saison 1996/97 begann Cole bei den Krefeld Pinguinen in der Deutschen Eishockey Liga (DEL). Nach 28 Spielen, in denen er sieben Tore erzielt und zwölf Vorlagen gegeben hatte, kehrte er jedoch nach Nordamerika zurück und spielte bis zu seinem Karriereende im Anschluss an die Saison 1999/2000 im Alter von 33 Jahren für die Grand Rapids Griffins in der IHL. Bei den Griffins begann er bereits in seiner letzten aktiven Spielzeit seine Trainerkarriere und war parallel Assistenztrainer. In gleicher Funktion war er auch in der Saison 2000/01 für die Griffins tätig. Mit den Muskegon Fury aus der United Hockey League (UHL) gewann er in der Saison 2001/02, seiner ersten als Cheftrainer, den Colonial Cup. Daraufhin kehrte er zu den Griffins zurück, die mittlerweile in die American Hockey League gewechselt waren. Im Laufe der Saison 2004/05 wurde er dort auf seinem Posten von Greg Ireland abgelöst. Saisonübergreifend war er anschließend knapp ein Jahr lang für die Motor City Mechanics aus der UHL verantwortlich.
Während der Saison 2006/07 betreute Cole die Mannschaft der Bowling Green State University als Assistenztrainer. Anschließend war er drei Jahre lang Cheftrainer der University of Alabama in Huntsville. Von 2010 bis 2017 leitete der ehemalige NHL-Spieler überaus erfolgreich die U17- und U18-Mannschaften des USA Hockey National Team Development Program. Anschließend übernahm er die Position des Cheftrainers an der Michigan State University.

### International
Für die Vereinigten Staaten nahm Cole an den Weltmeisterschaften 1990, 1991 und 1994 teil. Dabei erzielte er in 25 Länderspielen neun Tore und gab sechs Vorlagen. Eine Medaille konnte er bei den drei Teilnahmen nicht gewinnen.

## Erfolge und Auszeichnungen
| - 1986 NCAA-Division-I-Championship mit der Michigan State University - 1987 CCHA-Meisterschaft mit der Michigan State University - 1989 CCHA-Meisterschaft mit der Michigan State University | - 1995 Stanley-Cup-Gewinn mit den New Jersey Devils - 2002 Colonial-Cup-Gewinn mit den Muskegon Fury (als Cheftrainer) |

### International
| - 2011 Silbermedaille bei der World U-17 Hockey Challenge (als Cheftrainer) - 2012 Goldmedaille bei der U18-Junioren-Weltmeisterschaft (als Cheftrainer) - 2013 Bronzemedaille bei der World U-17 Hockey Challenge (als Cheftrainer) - 2014 Goldmedaille bei der U18-Junioren-Weltmeisterschaft (als Cheftrainer) | - 2014 Silbermedaille bei der World U-17 Hockey Challenge (als Cheftrainer) - 2016 Bronzemedaille bei der U20-Junioren-Weltmeisterschaft (als Assistenztrainer) - 2016 Bronzemedaille bei der U18-Junioren-Weltmeisterschaft (als Cheftrainer) - 2017 Goldmedaille bei der World U-17 Hockey Challenge (als Cheftrainer) |

## Karrierestatistik

### International
Vertrat die USA bei:
- Weltmeisterschaft 1990
- Weltmeisterschaft 1991
- Weltmeisterschaft 1994

(Legende zur Spielerstatistik: Sp oder GP = absolvierte Spiele; T oder G = erzielte Tore; V oder A = erzielte Assists; Pkt oder Pts = erzielte Scorerpunkte; SM oder PIM = erhaltene Strafminuten; +/− = Plus/Minus-Bilanz; PP = erzielte Überzahltore; SH = erzielte Unterzahltore; GW = erzielte Siegtore; 1 Play-downs/Relegation; Kursiv: Statistik nicht vollständig)